# Eugen Zander
Eugen Zander (* 27. Mai 1902 in Aachen; † 1971) war ein deutscher Kommunist und Widerstandskämpfer gegen den Nationalsozialismus. Er wurde bekannt, weil er dem späteren Bundeskanzler Konrad Adenauer im Konzentrationslager das Leben gerettet haben soll.

## Lebenslauf
Zander war in der Weimarer Republik als Gärtner bei der Stadt Köln beschäftigt und Mitglied der KPD. Laut den Akten der Gestapo wohnte er in Köln-Lindenthal in der Dürener Str. 400. Am 26. Januar 1936 wurde er festgenommen und am 24. April 1937 wegen »Vorbereitung zum Hochverrat« (die übliche Anklage gegen Kommunisten und Sozialdemokraten) zu acht Jahren Zuchthaus verurteilt. Laut Urteilsschrift war Zander 1930 KPD-Mitglied geworden und 1930–32 Mitglied der Revolutionären Gewerkschafts-Opposition gewesen. Im Februar 1934 wurde er für die illegale KPD geworben. Seine strafbaren Handlungen hatten darin bestanden, Beitragsgelder zu kassieren und abzuführen, illegale Broschüren weiterzuverteilen und den Leiter der illegalen KPD-Bezirksleitung Mittelrhein, Otto Kropp, nach Andernach zu fahren. Kropp und sein Nachfolger Ulrich Osche hatten 1935/36 den Versuch unternommen, die Kölner KPD nach der zweiten Zerschlagung durch die Gestapo wieder aufzubauen.

## Rettung von Konrad Adenauer
Im August 1944 wurde Konrad Adenauer im Rahmen der Aktion Gitter von der Gestapo festgenommen und in ein Auffanglager auf dem Köln-Deutzer Messegelände gebracht. Dort war Zander als Kapo für die neuen Häftlinge zuständig. Zander brachte den depressiven und abgemagerten früheren politischen Gegner und nunmehr Mithäftling als Stubengenossen unter und pflegte ihn. Als er in der Schreibstube entdeckte, dass Adenauer mit dem Vermerk »Rückkehr unerwünscht« nach Buchenwald abtransportiert werden sollte, erreichte er mit Hilfe seiner guten Beziehungen zum Lagerarzt die Überführung seines angeblich schwerkranken Schützlings in ein Kölner Krankenhaus. Von dort flüchtete Adenauer zu der befreundeten Familie Roedig auf die Nistermühle im Westerwald. Obwohl er dort bald wieder verhaftet wurde, entkam er so dem wahrscheinlichen Tod in Buchenwald.
Der Adenauer-Biograf Henning Köhler hält diese Darstellung für wenig glaubwürdig, denn die Nationalsozialisten hätten kaum auf die Gesundheit eines Gefangenen, dessen Liquidierung sie wünschten, Rücksicht genommen. Das Lager von Köln-Deutz, das nicht der SS unterstand, sei eher ein „fideles Gefängnis“ gewesen.

## Nach dem Krieg
Zander selbst wurde noch vor Kriegsende ins KZ Buchenwald gebracht. Nach der Befreiung der Häftlinge durch die 3. US-Armee schrieb er von dort am 12. April 1945: »Aus dem K. L. Buchenwald senden Ihnen, werter Herr Dr. Adenauer, die besten Grüße und Wünsche für eine erfolgreiche und glückliche Zukunft in unserem vom Nazi-Terror befreiten Vaterland. Bald hoffen wir auch wieder in unserem geliebten Köln zu sein.« Adenauer notierte dazu: »Grüße der Kommunistischen Lagerleitung Messe-Köln«.
Zander kehrte schließlich nach Köln zurück und wurde Gartenbauinspektor bei der Stadt Köln. Da er immer noch überzeugter Kommunist war, verweigerte ihm die Stadt Köln 1954 die Übernahme ins Beamtenverhältnis. Laut dem Adenauer-Biographen Peter Koch hat sich Konrad Adenauer in einem Brief an seinen Sohn Max Adenauer, der inzwischen Kölner Oberstadtdirektor war, für ihn eingesetzt. Adenauer soll ihn später als einen Kommunisten „von der idealistischen Sorte“ charakterisiert haben.